# Sinophorus graeciensis
Sinophorus graeciensis är en stekelart som beskrevs av Sanborne 1984. Sinophorus graeciensis ingår i släktet Sinophorus och familjen brokparasitsteklar. Inga underarter finns listade i Catalogue of Life.